# طائرة ذات بدن واسع

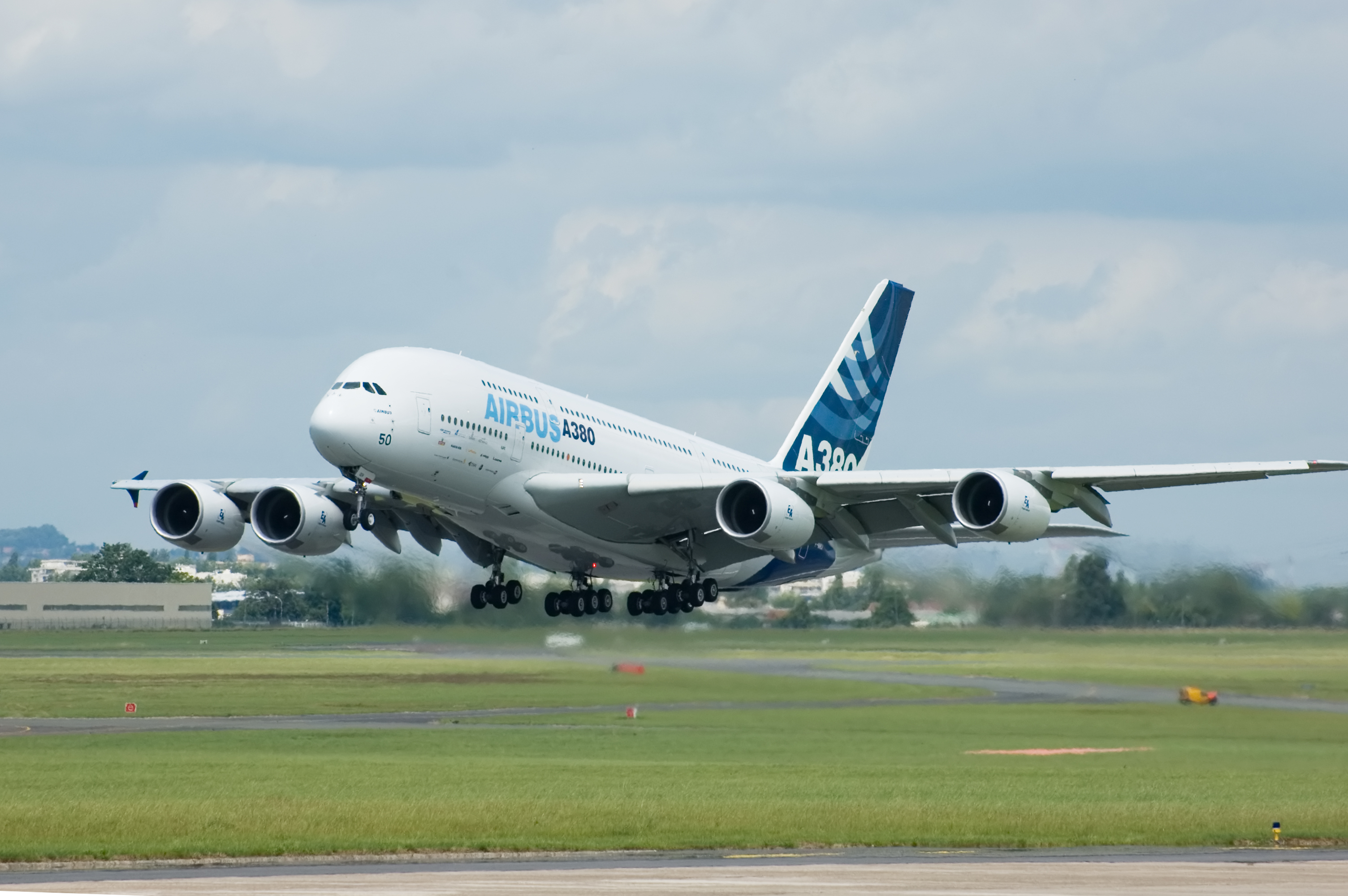
إيرباص إيه 380 أضخم طائرة ركاب ذات بدن واسع على الإطلاق

طائرة بدّن واسع (بالإنجليزية: Wide-body aircraft)‏ هو تعريف لطائرة مدنية ذات ممرين بقمرة الطائرة ويكون قطرها النموذجي ما بين 5 إلى 6 امتار، وتكون كراسي الركاب بالخط الواحد ما بين 7 إلى 10 كراسي. وللمقارنة فإن الطائرات ضيقة البدن لها قطر من 3 إلى 4 امتار، وممر واحد وخط الكراسي يكون ما بين 2 إلى 6 كراسي. الطائرة ذات البدن العريض تستطيع حمل ما بين 200 إلى 600 راكب بينما أضخم طائرة بدن ضيق تحمل 280 راكب. شركات الشحن الجوي تفضل طائرات الجسم العريض.

## السجل التاريخي
بعد النجاحات التي حققتها البوينغ 707 (قطر الهيكل 3,8 متر أي 148 إنش) والدوغلاس دي سي-8 (قطر 3,7 متر أي 147 انش) بأواخر الخمسينات، بدأت شركات الطيران تبحث عن طائرات أكبر لتواجه الطلب المتزايد على السفر جواً عبر أنحاء العالم. وقد واجه المهندسون تحديات كثيرة كرغبة الشركات بركاب أكثر لكل طائرة، مسافات أطول وبكلفة أقل.
الطائرات النفاثة القديمة كالبوينغ 707 ودي سي 8 كان عدد الركاب لكل صف من الكراسي لا يتعدى الست. لذلك فالطائرات الأكبر ستكون أطول وأعلى (طابق علوي) أو أوسع حسب الطلب لتوسعة عدد أكثر من كراسي الركاب. وقد تفهم المهندسون بأن زيادة بطول الطائرة سيسبب بصعوبة الاعتناء بها بالمطار، بينما الأخذ بطابقين قد يخلق صعوبات بقوانين مخارج الطوارئ، مما كان تحدي شديد لجلب التقنية المتاحة بذلك الوقت. تلك التقديرات أبقت توسعة الهيكل هو الخيار الأفضل بواسطة إضافة ممر آخر. فالطائرة الأوسع يمكن تستوعب حتى 10 كراسي بالصف الواحد.

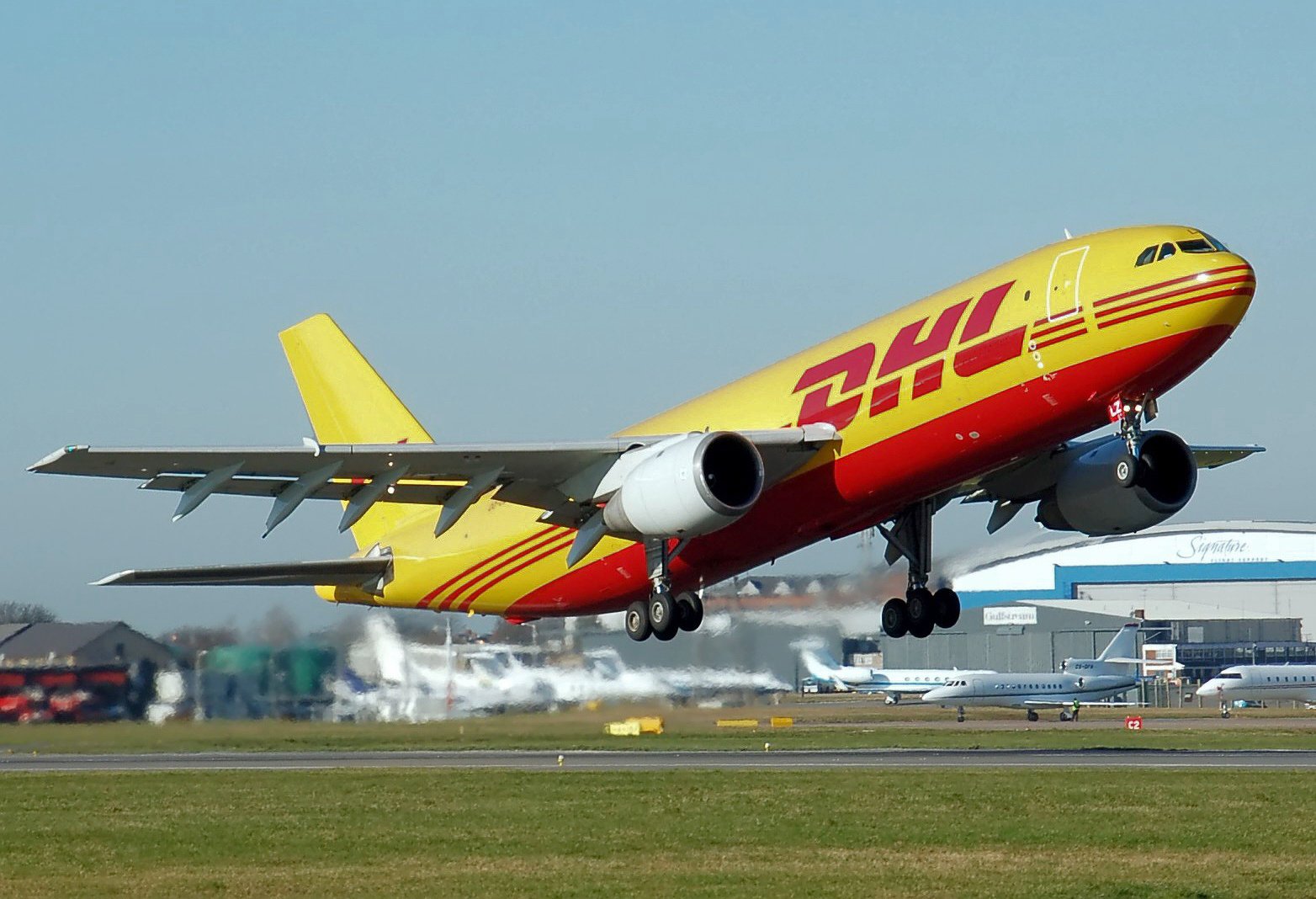
طائرة إيرباص إيه 300 وهي أول طائرة بدن عريض وثنائية المحرك

كانت طائرة الجامبو بوينغ 747 ذات المحركات الأربع هي أول طائرة مدنية ذات جسم عريض، وكان ظهورها لأول مرة عام 1969 وبقيت الطائرة المدنية الأضخم الموجودة بالخدمة حتى تاريخ 25 أكتوبر 2007 عندما دخلت إيرباص إيه 380 الخدمة. فقمرة الركاب الرئيسية لطائرة 747 تحتوي على ممرين وصف من 10 كراسي، والقمرة العلوية تحتوي على صف من 6 كراسي وممر واحد. قطر هيكل طائرة البوينغ 747 هو 6,5 متر (أي 256 انش).
ولحقتها طائرة أخرى ذات جسم عريض هما دي سي 10 وترايستار إل-1011 بقطر الهيكل كان 6 امتار (237 انش). وفي عام 1974 أدخلت الإيرباص طائرتها إيرباص إيه 300 وهي أول طائرة نفاثة ذات بدن عريض وثنائية المحرك.
ويلي لائحة بأضخم الطائرات المدنية ذات البدن العريض مع ذكر قطر كل واحدة منها:
- إليوشن إل-86، تاريخ الصنع: 1980، 6,1 متر (239 انش).
- إيرباص إيه 310، أصغر من إيرباص إيه 300 وتاريخ الصنع: 1982، 5,3 متر (208 انش).
- بوينغ 767، 1982، 5 أمتار (198 انش).
- ماكدونل دوغلاس أم دي-11 تاريخ الصنع: 1986، 6 أمتار (237 انش).
- إليوشن إل-96، تاريخ الصنع: 1992، 6,1 متر (239 انش).
- عائلة الإيرباص إيرباص إيه 330 / إيرباص إيه 340 تاريخ الصنع: 1994/1993، 5,6 متر (222 انش).
- بوينغ 777، 1995، 6.2 متر (244).
- إيرباص إيه 380 تاريخ الصنع: 2007، 7,2 متر (282انش).

بالأضافة إلى أن يوجد طائرتين من الجسم العريض وهما لايزالان تحت التطوير وهما:
- بوينغ 787 (المفترض 2008) أول طائرة نقل ركاب تستخدم مركبات متجانسة لبناء الهيكل وكان مخطط بأن تكون البديل للبوينغ 767. القطر الخارجي لها هو 5.8 متر (227 انش).
- إيرباص إيه 350، المفترض عام 2012-2013، ومخطط بأن تكون البديل ل ايرباص 330/340.

## اعتبارات التصميم

مقطع عرضي لطائرة إيرباص إيه 380 ويظهر فيها ممرين لكلا قمرتي الركاب

بما أن الطائرات عريضة البدن لها مقدمة ضخمة نوعا ما عن الطائرات ضيقة البدن (وينتج منها احتكاك بدن (form drag) أكبر)وإن كانت بنفس السعة، ولكن لها مميزات عدة عن نظيرتها ذات البدن الضيق:
- معدل مساحة السطح إلى الحجم يكون أقل، وفي حالة تساوي الحجمين فإنه سيكون أقل بحالة السحب الاحتكاكي (frictional drag).
- وجود ممرين يسرع من عملية دخول أو إخلاء الركاب مقارنة في حالة وجود ممر واحد.
- وجود هيكل عريض يقلل من زيادة الطول، يسهل من القدرة على الحركة بالأرض ويقلل من أخطار الذيل.
- سعة أكبر لحمولة الشحن.
- تكون الكفاءة في بنية الطائرة الأضخم أفضل مما هي موجودة بتصميم البدن الضيق.

اقترح المصممين البريطانيين والروس طائرات تكون مشابهة بالتكوين لطائرات الفايكرز (Vickers VC-10) والبوينغ 717 وبهيكل عريض. لكن المشروع البريطاني المسمى (BAC 311) لم ير النور مطلقا، بينما مقترح الطائرة الروسية اليوشن (Ilyushin Il-86) أعطى بالنهاية تصميم جناح تقليدي له القدرة على حمل المحركات بسبب عدم قدرة الهيكل الخلفي على حمل محركات ضخمة على جانبيه.

## اعتبارات التشغيل
صنفت الايكاو (ICAO) الطائرات كل حسب آثار اضطراب الهواء الناتج منها. وبما أن آثار الاضطراب له علاقة بوزن الطائرة، فتلك التصانيف تعتمد على الوزن. لذلك فالطائرة التي يكون الوزن الأقصى للإقلاع فوق 140,000 كغم (300,000 باوند) فهي تصنف كطائرة ثقيلة، أما تلك التي ما بين 140,000 كغم (300,000 باوند) و 7000 كغم (15,500 باوند) فهي مصنفة كطائرة متوسطة، أما ماتحت ال 7,000 كغم (15,500 باوند) فتصنيفها طائرة خفيفة. لذلك فجميع الطائرات البدن الواسع فتصنف كطائرات ثقيلة. أما أخف طائرة بدن واسع بنيت فقد كانت الإيرباص إيرباص إيه 300بي1 حيث كان الوزن الأقصى للإقلاع هو 132,000 كغم (291,000باوند).
يستخدم تصنيف الهواء أيضا للاستدلال على النظام التباعد للطائرات، فتصنيف الطائرات الثقيلة يتطلب تباعد كبير خلف بعض أكثر من تباعد تصنيف طائرات متوسطة، والتي هي بالأخرى تتطلب تباعد أكثر من تصنيف طائرات خفيفة. في بعض البلدان كالولايات المتحدة يتطلب إضافة كلمة "heavy" عند النداء ما بين الطائرة وبرج المطار. فعلى سبيل المثال طائرة ذات بدن عريض وتابعة لخطوط يونايتد رحلة رقم (UAL342) لكي تعرف نفسها للبرج فإنها ترسل الإشارة التالية "United 342 Heavy" وذلك خلال وجودها بالولايات المتحدة.

## شركات بدن عريض فقط
هناك القليل جدا من شركات الطيران التي يحتوي اسطولها فقط على طائرات ذات ممرين «بدن عريض» وهي تعتبر من الشركات الناجحة تجاريا، ولا يوجد لها شركات فرعية تستخدم طائرات بدن ضيق. وتلك الشركات هي:
- الخطوط السنغافورية
- طيران الإمارات
- كاثاي باسيفيك
- فيرجن أتلانتيك
- اير تاهيتي نوي

## معرض صور

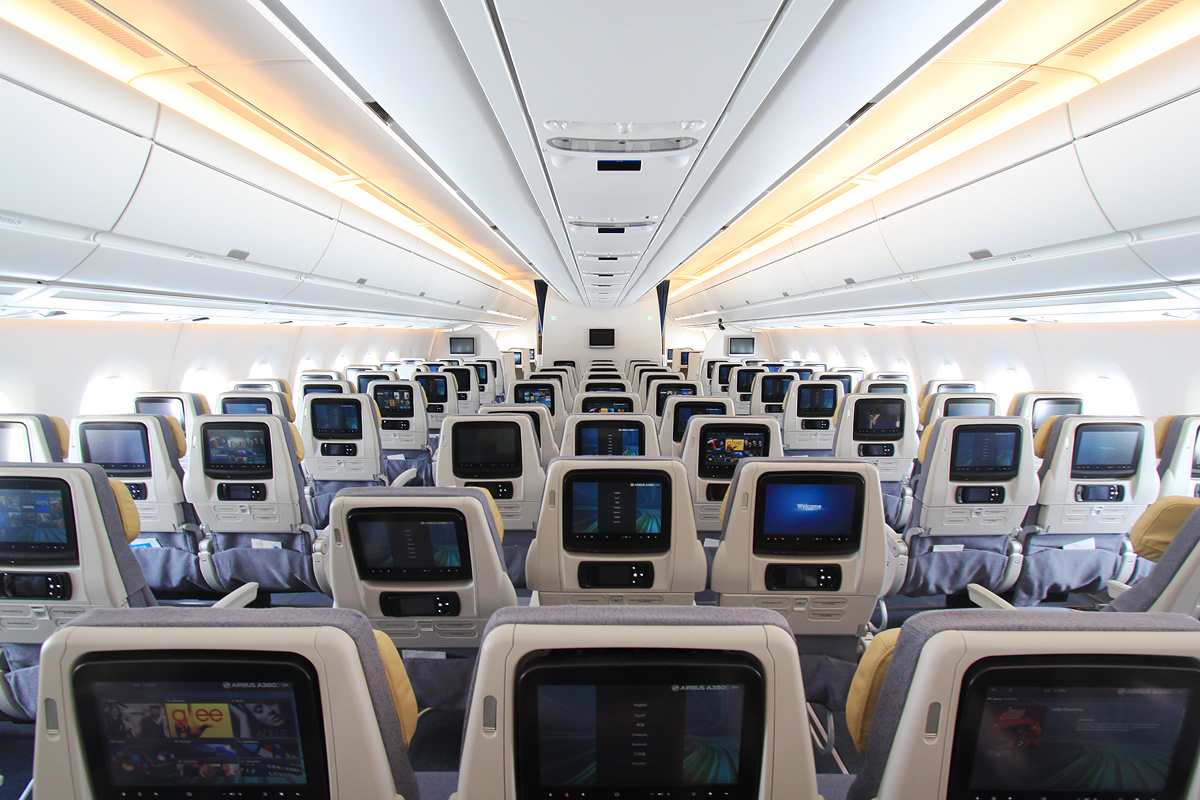
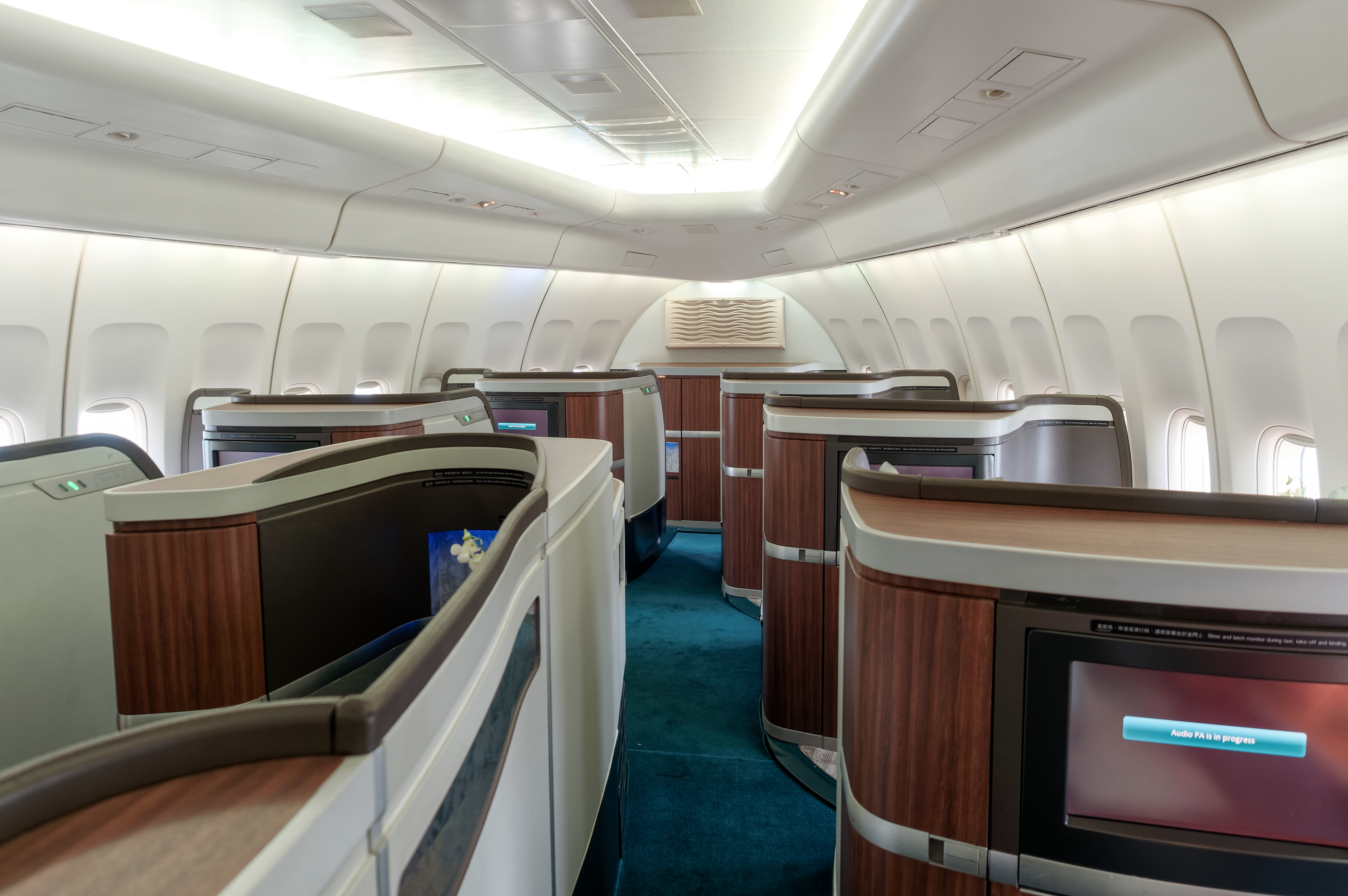
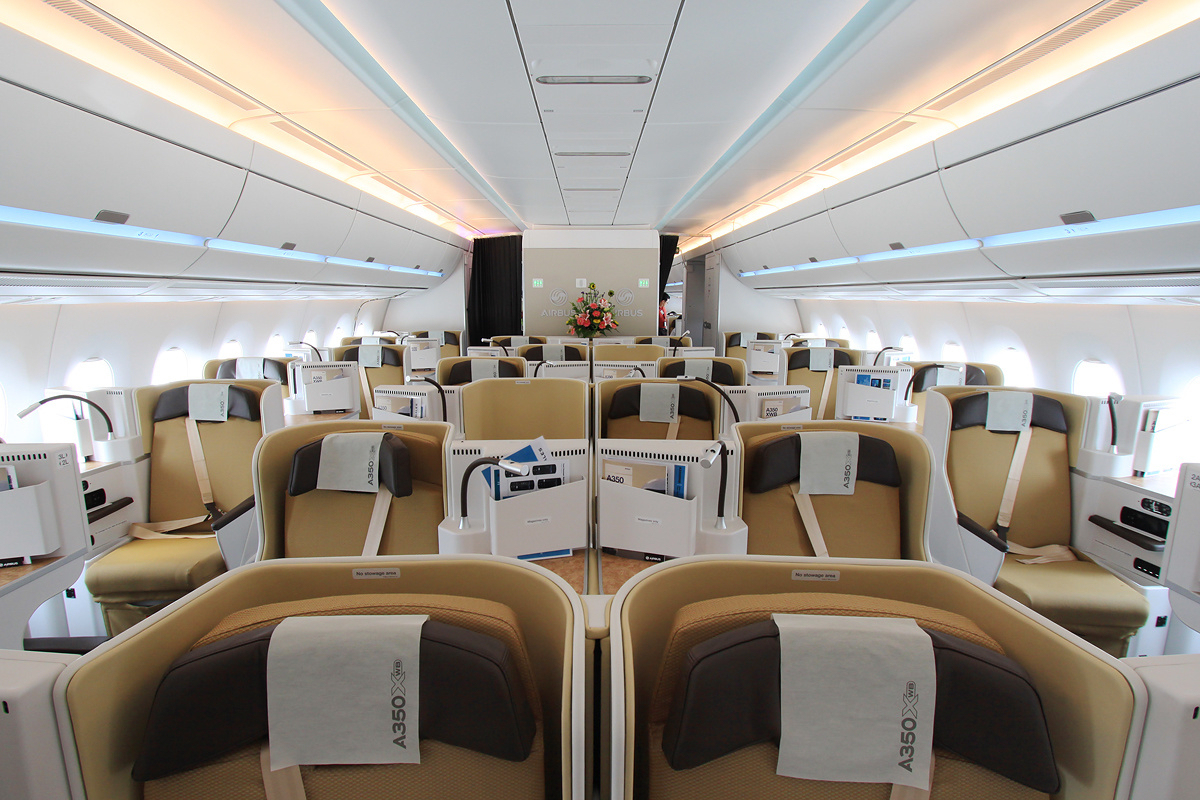

## وصلات خارجية
- الموقع الرسمي للإيرباص
- الموقع الرسمي للبوينغ